# Brocket Hall
Brocket Hall es una casa de campo neoclásica ubicada en un gran parque en el lado occidental del área urbana de Welwyn Garden City en Hertfordshire, Inglaterra. La finca está dotada de dos campos de golf y siete edificios catalogados más pequeños, además de la casa principal. El dominio absoluto de la finca está en manos del III Barón Brocket. La casa está catalogada como de Grado I.

## Historia
En la ubicación hubo dos mansiones predecesoras, la primera de las cuales se construyó en 1239 como Watership o Durantshide Manor, que desde el principio se llevó a cabo de forma diversa por Hatfield Manor y el obispo de Ely. Una de estas fue construida alrededor de 1430; mientras que en 1413 John Mortimer tenía Waterships, se sabe que en 1477 Thomas Brockett tenía ambas casas. La casa fue adquirida por John Brocket a principios de la década de 1550 y pasó a su hijo Sir John Brocket (capitán de la guardia personal de la reina Isabel ) a su muerte en 1558.
El edificio y el parque deben gran parte de su apariencia actual a Sir Matthew Lamb, primer baronet, quien compró la propiedad en 1746 y encargó para Brocket Hall los diseños del arquitecto Sir James Paine alrededor de 1760.
El hijo de Sir Matthew Lamb era Peniston Lamb, primer vizconde de Melbourne, y el príncipe regente, que tenía una relación con Lady Melbourne, lo visitaba a menudo en Brocket Hall.
El siguiente propietario fue el segundo vizconde de Melbourne, que fue el primer primer ministro de la reina Victoria entre 1835 y 1841, cuando visitaba regularmente. Su esposa, Lady Caroline Lamb, tuvo una infame aventura con Lord Byron que causó mucha vergüenza a Lord Melbourne. Para uno de sus cumpleaños, ella celebró un banquete en la mansión, en el que ella misma se sirvió desnuda a su esposo en una gran sopera de plata.
A la muerte de Lamb, pasó a manos de su hermana, Emily, cuyo segundo marido fue otro primer ministro, Lord Palmerston.
A la muerte de Emily, la mansión pasó al nieto de Emily por su primer matrimonio, el séptimo conde Cowper, aunque era su hermano menor, Henry (muerto en 1887), quien vivía en Brocket Hall.

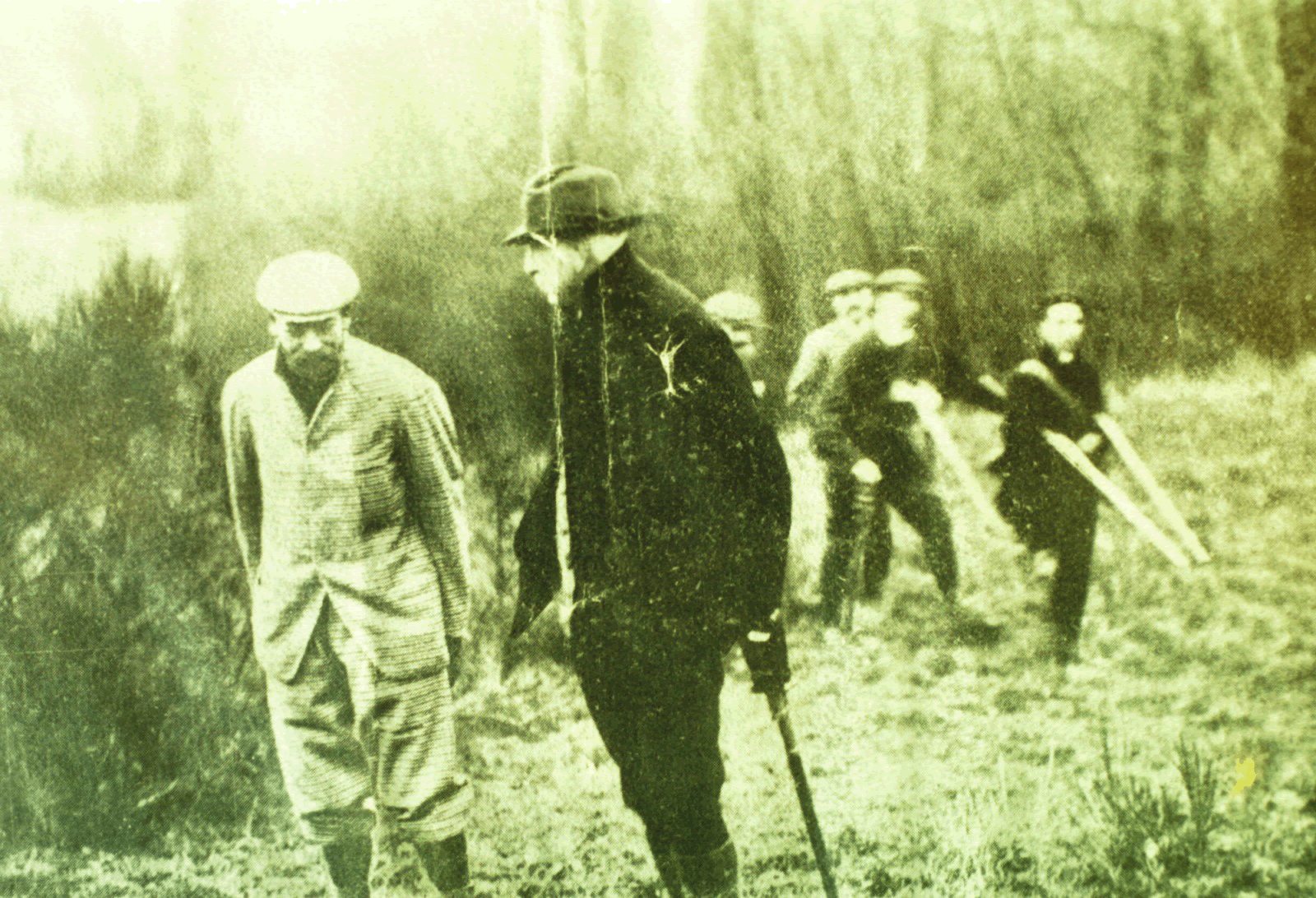
Lord Mount Stephen y el rey Jorge V en una partida de caza organizada por Mount Stephen en Brocket Hall.

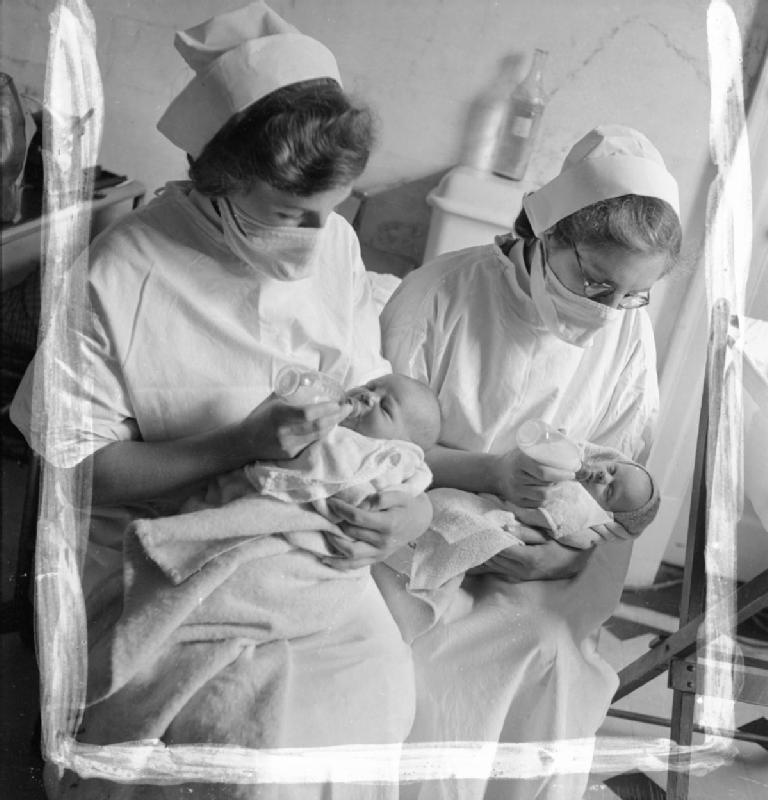
Brocket Hall como hogar de maternidad en 1942.

En 1893, el primer barón Mount Stephen, presidente del Banco de Montreal y el primer canadiense en ser elevado a la nobleza del Reino Unido, arrendó Brocket Hall al séptimo conde por el resto de su vida. Durante los siguientes tres años, los invitados incluyeron a los hijos de la reina:el príncipe y la princesa de Gales, el duque y la duquesa de Connaught y la princesa María, duquesa de Teck. En 1897, un año después de la muerte de su primera esposa en 1896, Lord Mount Stephen se casó con Georgina Mary (conocida como Gian) Tufnell, la dama de honor de la princesa María Adelaida, duquesa de Teck, quien alentó el matrimonio. Gian fue amiga de toda la vida y confidente de la hija de la duquesa, María de Teck, la esposa del rey Jorge V, y los Mount Stephen entretenían regularmente a la pareja real. Gian prefería la vida en Brocket Hall a la vida social que rodeaba su residencia londinense en Carlton House Terrace. Lady Mount Stephen era amiga íntima de Georgina, marquesa de Salisbury, que vivía en la finca vecina, Hatfield House.
Después de la muerte del séptimo conde Cowper (1905), la reversión futura subyacente quedó en manos de su sobrina, pero ella murió solo un año después de él (1906) y la propiedad pasó a su esposo, el almirante Lord Walter Kerr, que vivía en Melbourne Hall cuando el inquilino vitalicio Lord Mount Stephen murió en 1921, Kerr puso la propiedad en venta y en 1923 fue comprada por Sir Charles Nall-Cain, quien codirigía la compañía cervecera Walker Cain Ltd ; fue nombrado Barón Brocket en 1933. Su hijo, el segundo barón Brocket, era simpatizante de los nazis y, cuando fue internado durante la Segunda Guerra Mundial, su propiedad fue secuestrada y utilizada como hospital de maternidad.

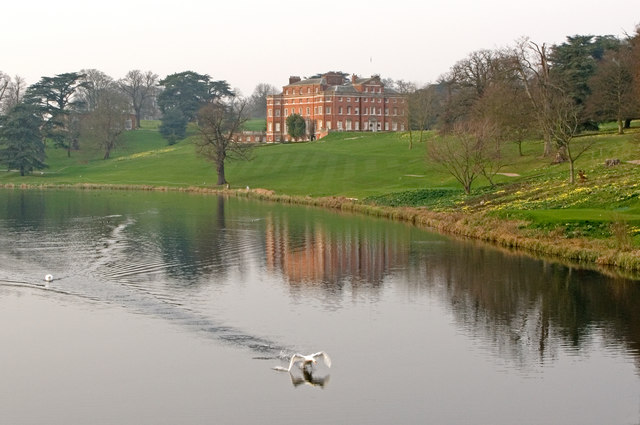
Broadwater y Brocket Hall, marzo de 2011.

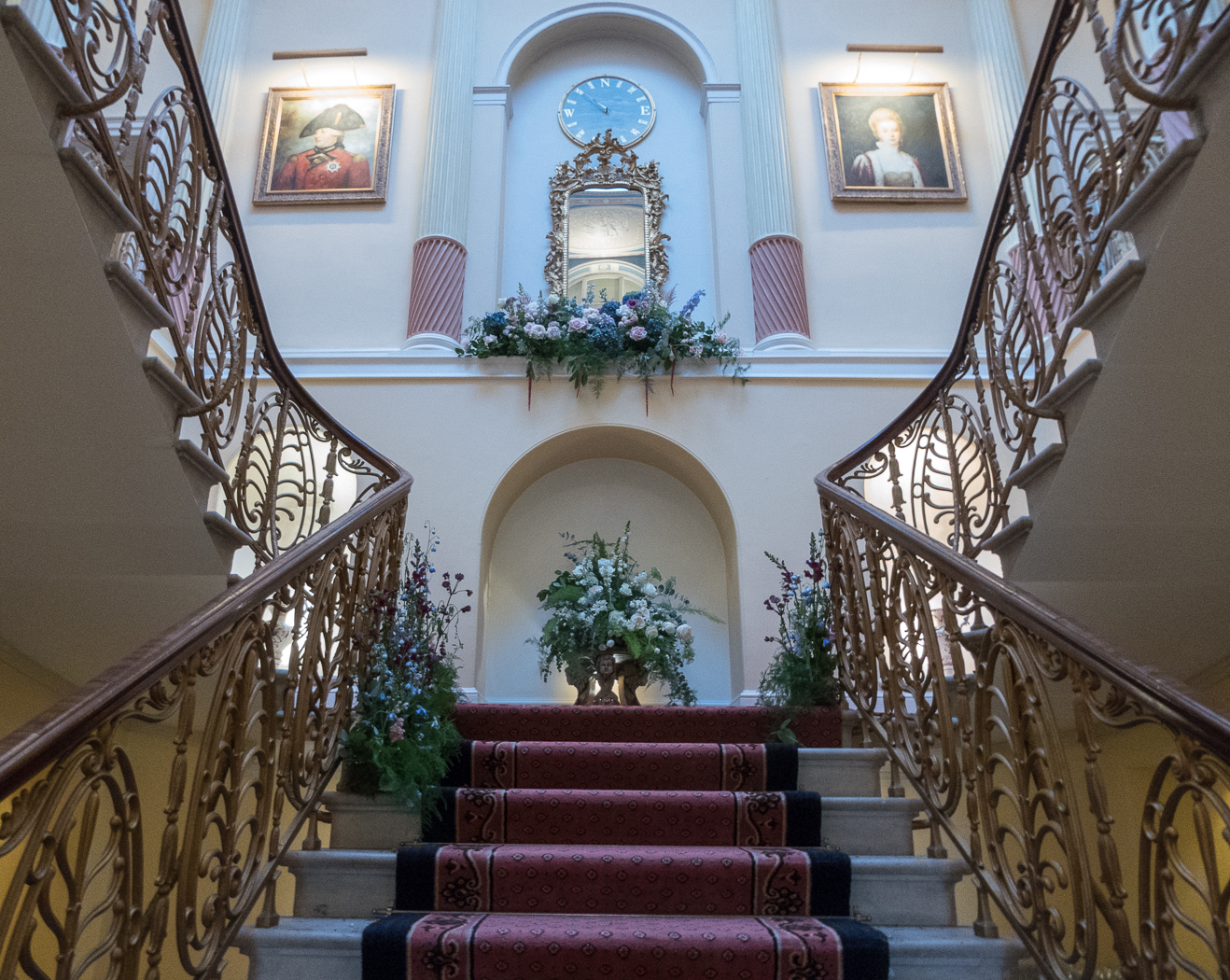
Interior de Brocket Hall.

En 1996, el tercer barón Brocket (a menudo conocido como Charlie Brocket) fue declarado culpable de fraude al seguro. Mientras cumplía una sentencia de prisión, alquiló todo el patrimonio por un mínimo de 60 años a CCA (Club Corporation of Asia) con sede en Hong Kong. CCA convirtió Brocket Hall en un hotel y centro de conferencias, construyó un segundo campo de golf de dieciocho hoyos y desarrolló un restaurante llamado Auberge du Lac en un edificio existente en la finca.

## Ubicación
La propiedad casi toca la autopista A1 (M) cerca de Welwyn Garden City, que está en el lado opuesto de la autopista; administrativa e históricamente se encuentra en el extremo norte de Hatfield.

## Parque y lago
En la década de 1770, el parque se ajardinó haciendo uso del río Lea, que está represado para formar un "agua ancha" o lago. Junto a la presa hay un puente neoclásico, a menudo descrito como palladiano, que lleva un camino de acceso a través del río: está revestido en piedra de Portland y fue diseñado por Paine.

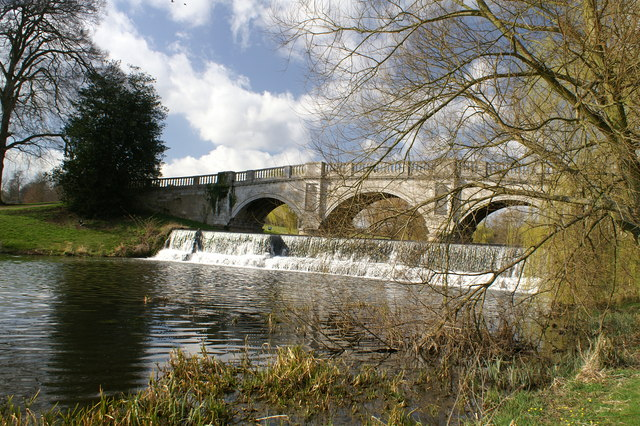
El puente palladiano en Brocket Hall.

El parque está catalogado como Grado II en el Registro de Parques y Jardines Históricos. Desde mediados de la década de 1990, el parque está cubierto en gran parte por campos de golf y delimitado por importantes cinturones boscosos. 
Paine también construyó el templo con un techo de yeso estilo Adam, un pórtico elíptico que tiene nichos a ambos lados de una puerta medio vidriada de la época victoriana y un frontón sobre su entrada este, típico de los mejores templetes con jardín de la época. 
Entre otros edificios de la finca se encuentra Brocket Lea, una casa de principios del siglo XVII en el lado sur del río Lea.

## En la cultura popular
Brocket Hall se ha utilizado como lugar de rodaje de numerosas producciones cinematográficas y televisivas destacadas, incluidas Night of the Demon (1957), Murder with Mirrors, Johnny English Reborn, The Queen, Willow y Pride and Prejudice con Colin Firth. También aparece como el hogar del personaje Paul Eirl en el episodio del Inspector Morse, " ¿Quién mató a Harry Field? " (1991) y se puede ver en el episodio de Agatha Christie's Poirot " Los trabajos de Hércules " (2013). También se usó en EastEnders el 1 de enero de 2017 cuando los personajes Ronnie Mitchell y Jack Branning se casaron y Ronnie y Roxy Mitchell murieron. Brocket Hall también apareció en Holby City para una boda. El mismo lugar se utilizó en el video de Shakin 'Stevens de "You Drive Me Crazy" en 1980. En 1983, la mansión y sus terrenos se usaron para el videoclip del exitoso sencillo de Mike Oldfield, "Moonlight Shadow". El grupo de pop británico Steps lo utilizó como ubicación para su videoclip de 2001 de " It's the Way You Make Me Feel ". Se ve a la reina Victoria visitando a Lord Melbourne en Brocket Hall en varias escenas del drama de ITV Victoria.